# Nanbandō

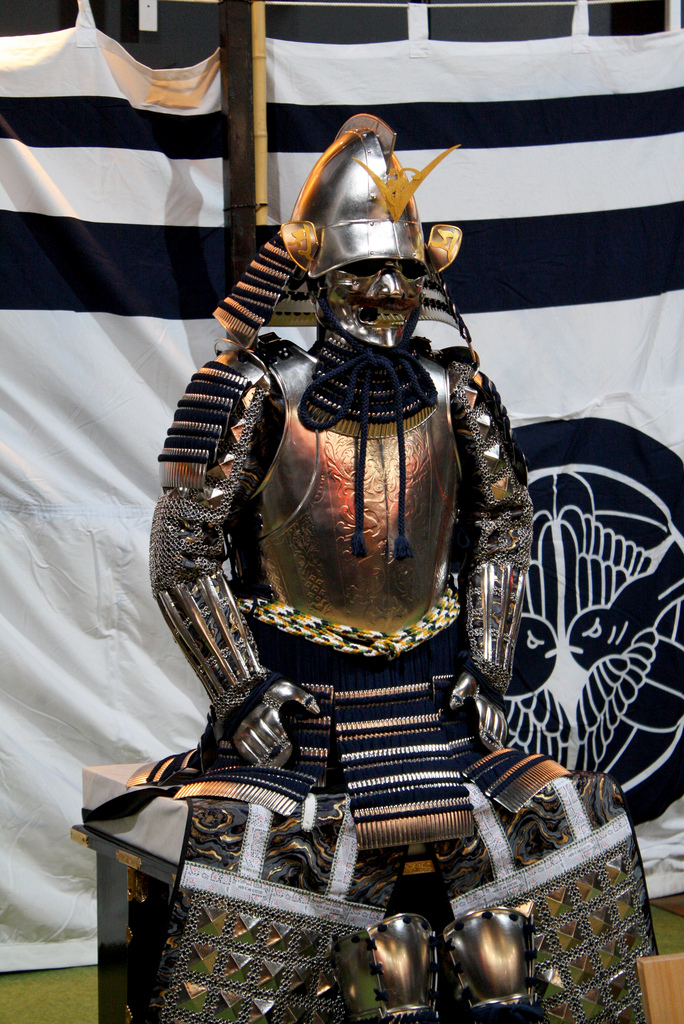
Nambandō, 16. Jh., Rüstung von Kenshin Uesugi

Als Nanbandō (jap. 南蛮胴) wird eine japanische Rüstung  bezeichnet, deren Aussehen an westliche Rüstungen, wie sie im 16. Jahrhundert mit Portugiesen und Spaniern nach Japan kamen, angelehnt ist.

## Beschreibung
Wichtigstes Element war der Kürass, also eine zur Bauchmitte spitz zulaufende Eisenplatte, die den gesamten Rumpf in einem Stück bedeckt. Diese Form bot einen besseren Schutz gegen Feuerwaffen als die dafür völlig ungeeigneten traditionellen Rüstungen der Samurai. Armschutz, Gesichtsmaske, Panzerschurz (Kusazuri), Beinschienen und Schmuck waren jedoch weiterhin im japanischen Stil gehalten, nach dem Modell der Tōseigusoku. Einige Rüstungen waren so stabil gefertigt, dass sie als kugelfest galten.
Durch den Kürass hatte diese Rüstung ein hohes Gewicht, und obwohl diese Rüstungen vollständig von japanischen Handwerkern gefertigt werden konnten, waren sie teuer in der Anschaffung. Daher wurden sie vor allem von Feldherren wie Oda Nobunaga und Tokugawa Ieyasu getragen.
Die Nanbandō war neben moderner Artillerie und dem Gewehr (Teppō) die dritte wichtige Neuerung auf den Schlachtfeldern der Sengoku-Zeit, die mit dem Nanban-Handel nach Japan kam.